# Mònica Almiñana Riqué
Mònica Almiñana Riqué (Barcelona, 14 de febrer de 1971) és una metgessa i política catalana, senadora per Barcelona en la X legislatura.

## Biografia
És llicenciada en medicina per la Universitat Autònoma de Barcelona en 1996. Militant del PSC-PSOE des de 2004, en 2006 fou nomenada cap de Gabinet de Carme Figueras i Siñol del Departament de Benestar i Família de la Generalitat de Catalunya. De 2007 a 2009 fou adjunta a la gerència de Barcelona Sud i de 2009 a 2010 gerenta de Barcelona Sud al Servei Català de la Salut.
A les eleccions municipals espanyoles de 2011 fou escollida regidora de l'ajuntament de Sitges i a les eleccions generals espanyoles de 2011 senadora per Barcelona de l'Entesa pel Progrés de Catalunya (PSC-ICV-EUiA). Ha estat secretària segona de la Comissió Especial d'Estudi sobre el Treball i la Pobresa Infantil, i portaveu de les comissions d'Igualtat, Sanitat i Serveis socials del Senat.